# Quintus Fabius Maximus (Suffektkonsul)
Quintus Fabius Maximus († 31. Dezember 45 v. Chr.) war ein römischer Senator aus der Familie der Fabier und wurde 45 v. Chr. Suffektkonsul.

## Leben
Quintus Fabius Maximus war der Sohn des gleichnamigen, als sehr verschwenderisch beschriebenen Quintus Fabius Maximus sowie der Enkel des Konsuls von 121 v. Chr., Quintus Fabius Maximus Allobrogicus. Damit konnte Fabius zu Recht stolz behaupten, dass er von den vornehmen Familien der Aemilii, Cornelii und Fabii abstammte.
59 v. Chr. war Fabius einer der Ankläger des Gaius Antonius Hybrida, der verdächtigt wurde, als Konsul 63 v. Chr. an der Catilinarischen Verschwörung beteiligt gewesen zu sein. Obwohl von Marcus Tullius Cicero verteidigt, wurde Antonius Hybrida schuldig gesprochen. Das Amt eines kurulischen Ädils bekleidete Fabius 57 v. Chr. gemeinsam mit Quintus Caecilius Metellus Pius Scipio. Beide wollten in dieser Funktion die Erinnerung an ihre gemeinsamen Vorfahren erneuern. So erteilten sie Titus Pomponius Atticus den Auftrag, eine Geschichte der Geschlechter der Aemilii, Cornelii und Fabii Maximi zu schreiben. Fabius ließ darüber hinaus den Triumphbogen seines Großvaters, den Fornix Fabianus, restaurieren und dort auch seine eigene Statue aufstellen. Die Ädile hatten aber zu wenig gegen die starke Steigerung der Preise unternommen und bekamen deshalb die Unzufriedenheit der einfachen Römer zu spüren; stattdessen musste sich Gnaeus Pompeius Magnus mit besonderen Vollmachten der Sicherheit der Getreideversorgung widmen.
Da Cicero in den nächsten Jahren gar nichts über den zu so bedeutenden römischen Familien gehörigen Fabius berichtet, ist es wahrscheinlich, dass Fabius schon damals auf die Seite des aufstrebenden Gaius Iulius Caesar übergetreten war, obwohl er aufgrund seiner Abstammung auf der Seite von dessen Gegnern hätte stehen müssen. Diese scheinen ihm dementsprechend seine weitere Karriere zu höheren Ämtern verbaut zu haben. Es ist nicht bekannt, ob und wenn ja, in welchem Jahr Fabius die Prätur bekleidet hat. 46 v. Chr. war er mit Quintus Pedius als Legat Kommandant der Truppen des künftigen Diktators in Spanien. Ende 46 v. Chr. kam schließlich Caesar selbst nach Spanien, um persönlich das Heer gegen seine nach dem Tod des Pompeius (48 v. Chr.) noch verbliebenen Bürgerkriegsgegner zu führen. Fabius kämpfte als Legat seines Oberfeldherrn bis zu dessen Sieg in der Schlacht von Munda (17. März 45 v. Chr.) mit und wurde dann zum Feldherrn jener Truppen ernannt, die Munda erstürmen sollten. Diese Aufgabe konnte er in der Folge auch bewältigen. Im September kam Fabius wieder nach Rom und wurde durch die Verleihung des Suffektkonsulats für die letzten drei Monate des Jahres 45 v. Chr. ausgezeichnet. Einige Tage nach seinem eigenen Triumph gestattete Caesar auch dem frischgebackenen Konsul die Abhaltung eines Triumphes über Spanien (13. Oktober 45 v. Chr.), obwohl Fabius seine Erfolge nicht unter eigenem imperium errungen hatte. Dies gab in Rom Anlass zu Spott über den Diktator. Da Fabius am letzten Tag seiner Amtszeit plötzlich der Tod ereilte, bestellte Caesar einen neuen Suffektkonsul (Gaius Caninius Rebilus), der nur am 31. Dezember 45 v. Chr. amtierte, wodurch sich der Diktator neuen Spott zuzog.
Fabius hatte zwei Söhne, Paullus Fabius Maximus und Africanus Fabius Maximus. Die Wahl ihrer Vornamen zeigt erneut seinen Stolz auf seine Abkunft von den genannten berühmten Familien.